# Tuberoloxoconcha tuberosa
Tuberoloxoconcha tuberosa is een mosselkreeftjessoort uit de familie van de Loxoconchidae. De wetenschappelijke naam van de soort is voor het eerst geldig gepubliceerd in 1954 door Hartmann.